# Henryk Loewenfeld

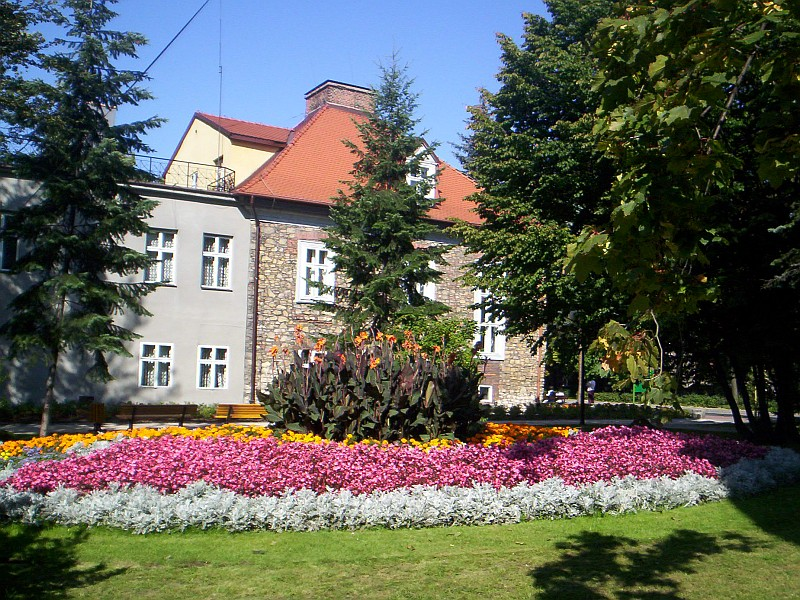
Dawny dwór w Chrzanowie (obecnie budynek Muzeum), w którym Henryk Loewenfeld spędził swoje młode lata

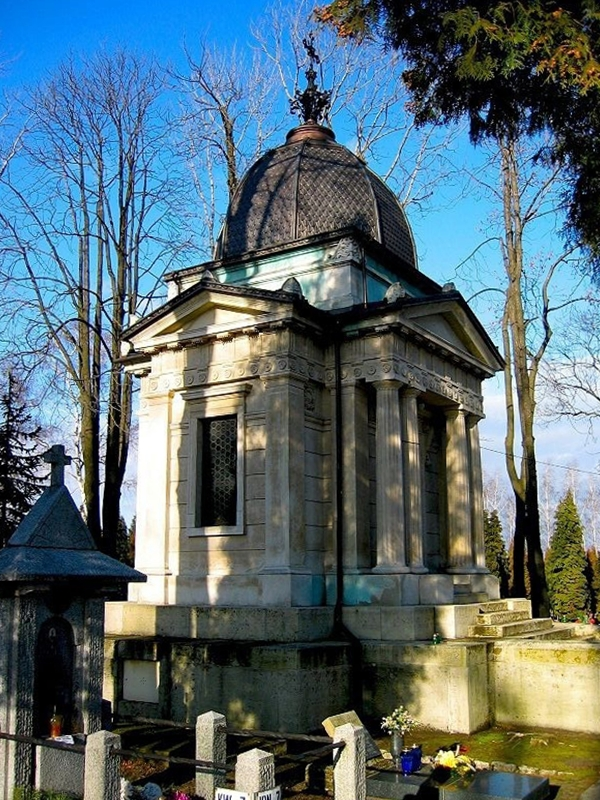
Mauzoleum Loewenfeldów w Chrzanowie, miejsce spoczynku Henryka Loewenfelda

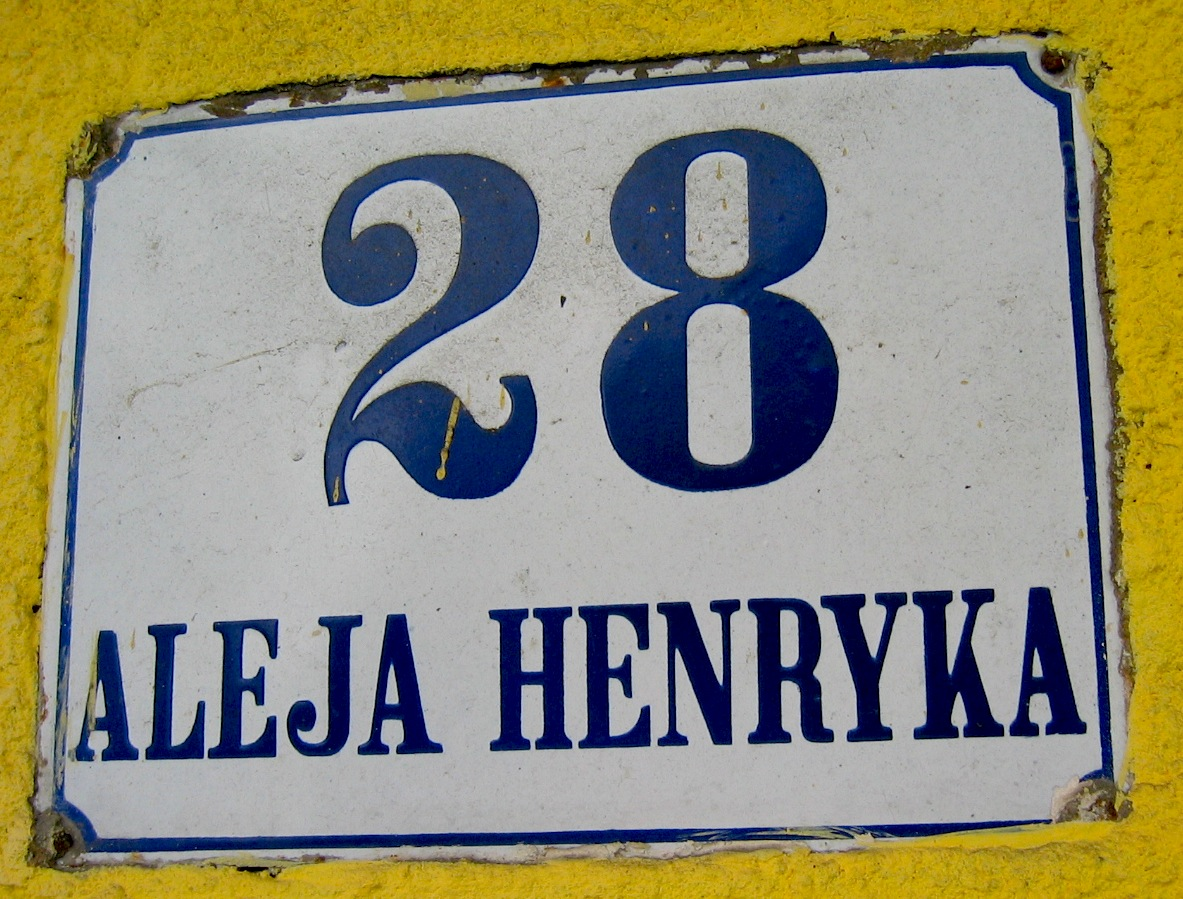
Główna ulica Chrzanowa została nazwana imieniem Henryka Loewenfelda

Henryk Loewenfeld zw. Heinz (ur. 1 września 1859 w Warszawie, zm. 4 listopada 1931 w Paryżu) – jeden z ostatnich prywatnych właścicieli obszaru dworskiego w Chrzanowie (od 1881 do 1931), przemysłowiec, kolekcjoner dzieł sztuki. 

## Życiorys
Potomek znanego żydowskiego rodu kupców wrocławskich, syn Emanuela Loewenfelda (1817-1881) i Róży (1831-1898) z domu Ascher. Urodził się 1 września 1859 w Warszawie. W grudniu 1884 poślubił w Wielkiej Brytanii Alice Evens (zm. 1930), córkę brytyjskiego kapitana, którą poznał cztery lata wcześniej podczas jej wizyty w Chrzanowie. Henryk powrócił wtedy do Chrzanowa po odbyciu służby wojskowej w Dreźnie, skracając ją sobie o 2 dni. Potraktowano to jako dezercję i osadzono go w twierdzy Königstein na 3 miesiące. Pierwsze małżeństwo Henryka zakończyło się rozwodem w 1902 r. Para miała dwie córki (obydwie w przyszłości zostały lekarkami): Helenę (ur. 1887 w Brixton, zm. 1981), która wyszła za mąż za chirurga H.W.S. Wrighta i Margaret (1890-1973). Ojciec zadbał, aby córki nauczyły się polskiego i spędzały wakacje w Chrzanowie. Podtrzymywał też wiele polskich tradycji, np. jadania polskich potraw wigilijnych, do których był bardzo przywiązany. W Londynie miał nawet kucharkę z Chrzanowa. Henryk poślubił w 1902 w Londynie Franciszkę Perlmutter (ur. 1858), podczas gdy jego pierwsza żona wyszła za mąż za Franka Quicke w 1907.
Większość swego dorosłego życia Henryk Loewenfeld przemieszkał w Anglii, a później we Francji, gdzie zajmował się różnorakimi interesami, do których miał szczęście. Wszystko czego się tknął w Anglii obracało się w złoto. Jego zasadą było: Kupuj tanio, sprzedawaj drogo. Na początku lat 90. XIX w. otworzył w londyńskiej dzielnicy Fulham browar produkujący piwo bezalkoholowe, które nazwał Kop's Ale. W 1900 zbudował w Londynie teatr Apollo, który prowadził do 1920 r., kiedy zdecydował się na sprzedaż. Wybuch pierwszej wojny światowej zastał go w Bayreuth w Bawarii, gdzie brał udział w festiwalu wagnerowskim. Nie mógł już wrócić do Londynu, gdyż był poddanym austriackim. Powrócił więc do swego majątku w Chrzanowie, którym podczas jego nieobecności zarządzał jego brat Adolf, profesor chrzanowskiego gimnazjum. 
W tym okresie skierował swe zainteresowania ku antykom. Sobie znanymi kanałami dowiedział się o zamkniętej aukcji wyprzedaży dzieł sztuki po zamordowanym w Sarajewie arcyksięciu Franciszku Ferdynandzie i wziął w niej udział, gromadząc w Wiedniu niemałą kolekcję. Została ona przewieziona koleją do Chrzanowa i wystawiona w domku bilardowym w parku pałacowym w Chrzanowie. W 1921 część kolekcji ofiarował na Wawel, a najcenniejsze eksponaty dołączył do swoich zbiorów w Paryżu. Wbrew radom swojej starszej córki w latach 20. XX w. zainwestował znaczne sumy w niemieckie i austriackie obligacje, które gwałtownie straciły na wartości w wyniku szalejącej w obu krajach inflacji. Kiedy umierał w Paryżu w 1931 r. nie był już milionerem, a na jego prywatnym koncie pozostało jedynie nieco ponad 419 funtów szterlingów. Jego ciało zostało przewiezione do Chrzanowa i w styczniu 1932 r. złożone w ufundowanym przez niego mauzoleum rodziny Loewenfeldów projektu Teodora Talowskiego na cmentarzu parafialnym w Chrzanowie. Dobra chrzanowskie zapisał po połowie swojej młodszej córce Margaret i bratanicy Rösel (1892-1934).

## Dziedzictwo
Fundator licznych przedsięwzięć kulturalnych i charytatywnych w Chrzanowie. Przekazał miastu grunt pod budowę gimnazjum. Ofiarował Uniwersytetowi Jagiellońskiemu kolekcję tkanin koptyjskich. Do chrzanowskiego kościoła pw. św. Mikołaja przekazał mozaikowy obraz Madonny z Dzieciątkiem, otrzymany od papieża Leona XIII.
Patron Alei Henryka w Chrzanowie, wytyczonej w 1893 roku wzdłuż gruntów wykupionych od rodu Loewenfeldów przez miasto. Jak głosi lokalna anegdota, forma "Aleja Henryka" została przyjęta jako kompromis między społecznością żydowską (postulującą nadanie alei imienia Henryka Loewenfelda) i polską (opowiadającą się za Henrykiem Sienkiewiczem, współcześnie patronem innej ulicy w tym mieście). W Rzeczypospolitej Ludowej aleja tymczasowo zmieniła nazwę na Aleję Lenina.  Na Wawelu przy głównym wejściu do komnat królewskich pośród tablic upamiętniających największych ofiarodawców zbiorów wawelskich znajduje się jedna z napisem: Henryk Loewenfeld 1924.
Prywatna kolekcja dzieł sztuki Henryka Loewenfelda zgromadzona w Paryżu i w Chrzanowie, została po jego śmierci wystawiona na licytację w salonie sztuki Abe Gutnajera w Warszawie w czerwcu 1939 r.